# 福井市啓蒙小学校
福井市啓蒙小学校（ふくいし けいもうしょうがっこう）は、福井県福井市開発1丁目にある公立小学校。

## 沿革
- 1872年 - 学制発布に伴い、吉田郡開発村、新保村、丸山村に小学校が開校。のちに3校が合併して開発小学校になり、新保と丸山に分校が置かれる。
- 1887年 - 新保1丁目に校舎を新築、啓蒙小学校と改称。
- 1889年 - 町村制施行により吉田郡円山西村立啓蒙小学校となる。
- 1892年 - 啓蒙尋常小学校と改称。
- 1941年 - 啓蒙国民学校と改称。
- 1942年5月5日 - 吉田郡円山西村が福井市に編入合併、福井市啓蒙国民学校となる。
- 1947年 - 福井市啓蒙小学校と改称。
- 2007年4月1日 - 2学期制を開始。

## 校歌
- 熊谷太三郎作詞／大給正夫作曲

## 学校周辺
- 福井市進明中学校
- 福井市大東中学校
- 福井県立福井農林高等学校
- 福井県立病院
- 福井循環器病院（福井心臓血圧センター）
- 福井愛育病院
- フレンドタウン福井

## アクセス
- 京福バス
  - 33 大学病院線（県立病院・福井新聞社前経由）「啓蒙小学校口」下車。
  - 34 大学病院線（県立病院・泉田経由）「啓蒙小学校口」下車。
  - 36 丸岡線（県立病院・福井新聞社前・下安田経由）「啓蒙小学校口」下車。
  - 57 心臓センター・町屋線「開発1丁目」下車。

## 著名な卒業生
- 瀬戸弘司（YouTuber）